# Divine Divinity
Divine Divinity est un jeu de rôle créé en 2002 par Larian Studios. Il a pour suite Beyond Divinity.
L'intrigue propose au joueur de sauver Rivellon des forces du Chaos en incarnant un guerrier, un magicien ou un voleur.

## Synopsis
Alors que le joueur se promène dans les bois, il est agressé par un orc. Blessé et amnésique, il est recueilli et soigné par les habitants du village d'Aleroth. À peine remis, il est introduit aux affres auxquelles est soumis Rivellon : maladie, guerre, corruption, régicide, tyrannie...

## Système de jeu
Divine Divinity est un jeu de rôle de type Action-RPG situé dans un monde ouvert. Le joueur peut faire évoluer son avatar ainsi que ses compétences au travers de quêtes, de combats, ainsi que par des choix (moraux ou non). Il peut initialement choisir entre trois classes (guerrier, magicien, voleur), puis choisir parmi une centaine de capacités au long du jeu pour personnaliser son avatar (herboristerie, artisanat, contrôle de PNJ, techniques de combat...).
Le joueur n'incarne qu'un seul personnage, mais différents PNJ pourront se joindre à lui lors de ses pérégrinations. Des raccourcis clavier simplifient la réalisation d'actions complexes, et le joueur peut mettre le jeu en pause pour réfléchir à l'élaboration d'une stratégie d'attaque, de défense ou de fuite.

## Accueil
- Jeux vidéo Magazine : 13/20[1]